# Cùl Mòr
Der Cùl Mòr ist ein 849 Meter hoher Berg in Ross-shire im Nordwesten Schottlands. Er gehört zu den Northwest Highlands, sein Hauptgipfel wird als Corbett und auch als Marilyn eingestuft.

## Etymologie
Das Schottisch-Gälische Cùl Mòr bedeutet „Großer Rücken“ – abgeleitet vom männlichen Substantiv cùl (Rücken) und vom Adjektiv mòr (groß).

## Geographie
Der Cùl Mòr liegt in den Highlands von Ross-shire nahe der Nordwestküste Schottlands und stellt mit seinen 849 Metern die höchste Erhebung der Berge im Inverpolly dar. Bis zur Atlantikküste bei der Ortschaft Inverpolly im Westnordwesten sind es 11 Kilometer (Luftlinie), nach Ledmore im Osten 8,5 Kilometer. Drumrunie im Süden ist nur 6,4 Kilometer entfernt.
Der Gipfel wird von mehreren Bergen umringt. Etwa 6,5 Kilometer im Norden liegt der Suilven (731 Meter), zum Canisp (847 Meter) im Nordosten sind es 7,7 Kilometer. Sein Nachbarberg, der Cùl Beag (769 Meter) im Südwesten, ist nur  3,8 Kilometer entfernt. Zum im Westsüdwesten liegenden Stac Pollaidh (612 Meter) sind es 7,5 Kilometer.

### Hydrographie
Der Bergstock wird von mehreren Seen begleitet – beispielsweise vom Loch Veyatie auf der Nordostseite, vom Loch Sionascaig im Westen, vom Loch an Doire Dhuibh auf der Südwestseite und von weiteren kleineren Lochs auf der Südostseite.
Der Bergstock wird von mehreren Bächen mehr oder weniger zentripetal entwässert. Beispielsweise im Norden vom Allt A’ Choire Guirm, der im Kar Choire Guirm entspringt, nach Norden in den Loch na Claise fließt und schließlich im Loch Veyatie endet. Die Nordostflanke des Berges wird vom Allt na Lithir Easaich und vom Allt Leathaid Easaich entwässert, die beide unterhalb von 400 Meter entspringen und ebenfalls im Loch Veyatie aufgehen. Die Südseite wird hauptsächlich vom Allt Lochan Dearg A’ Chuil Mhuir drainiert, der nach einer Richtungsänderung nach Westen schließlich im Lochan Ghainmheich endet. Aus der Südwestflanke entstammt ein namenloser Bach, der recht hoch auf etwas über 600 Meter unterhalb des Nordwestgrats seinen Anfang nimmt und ebenfalls zum Lochan Ghainmheich hinabzieht.

### Zugang

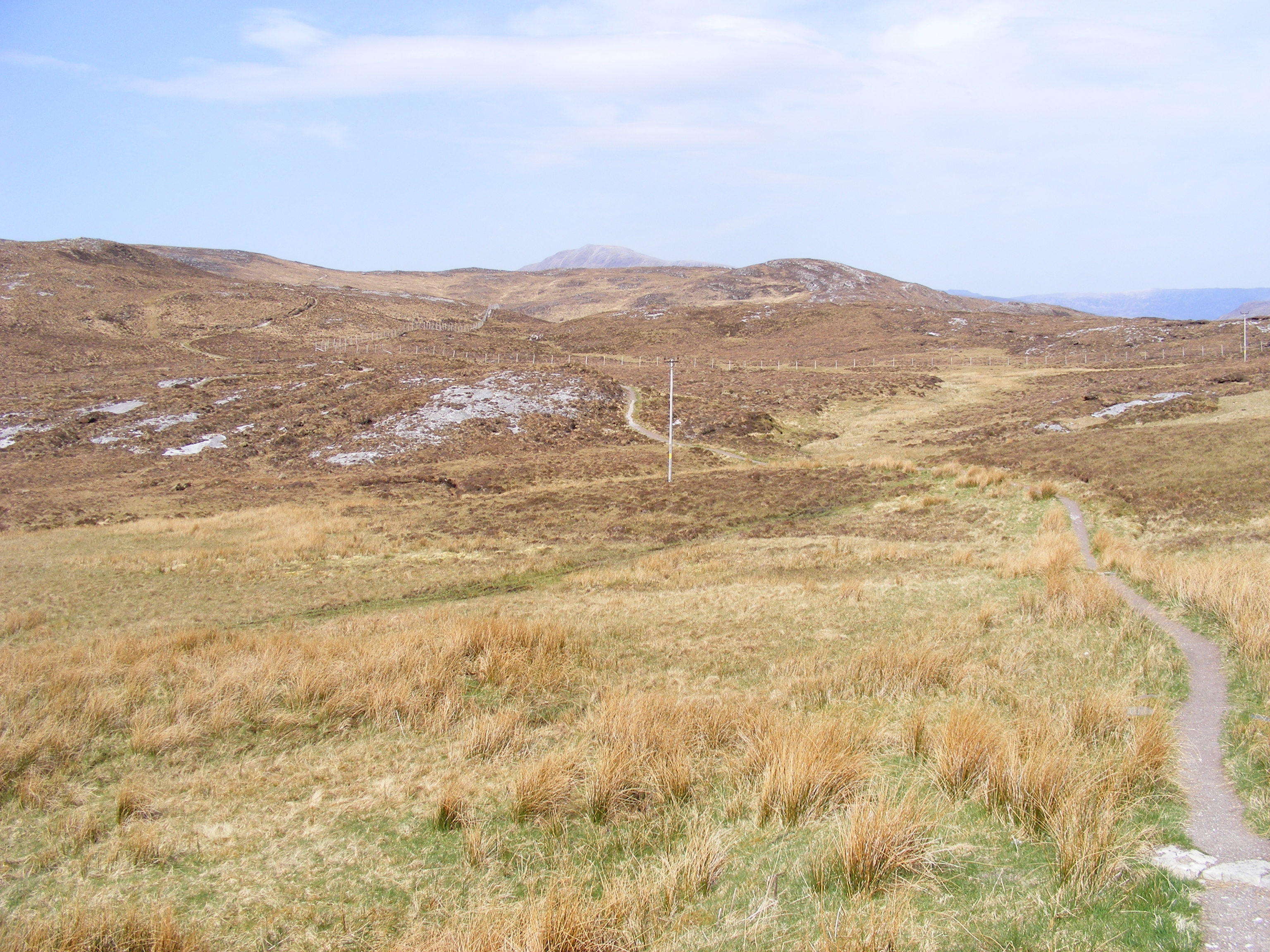
Beginn des Anstiegs zum Cùl Mòr (im Hintergrund) auf dem alten Pirschweg

Der Zugang zum Cùl Mòr erfolgt gewöhnlich vom Lochan an Ais an der A835 road im Südosten. Über einen gut ausgebauten Wildsteig geht es anfangs leicht ansteigend zuerst nach Norden. Der Pfad biegt dann in die Nordwestrichtung und steuert über den Südostrücken einen 609 Meter hohen Vorgipfel an – den  Meallan Diomhain. Von hier wird der Südostrücken bis an dessen Ende auf etwa 650 Meter weiter verfolgt. Der Anstieg schwenkt sodann nach Südwest und über den relativ steilen, aus einem Geröllfeld bestehenden Gipfelaufbau geht es hinauf zum 849 Meter hohen Hauptgipfel, der durch einen Cairn, einen trigonometrischen Messpunkt und einem Steinschutzwall markiert wird. Der Cùl Mòr besitzt einen vorgelagerten Nordwestgipfel – den 758 Meter hohen Bod A’ Mhadail. Dieser kann anhand des geschwungenen Nordwestgrats oberhalb des auf der Nordseite liegenden Kars Choire Guirm recht leicht erreicht werden. Zum 828 Meter hohen Südgipfel Creag nan Calman muss vom Nordwestgrat zu einer etwa 755 Meter hohen Scharte abgestiegen werden, um sodann von Norden die schöne Gipfelpyramide des Südgipfels zu erklimmen. Von dieser Scharte aus erfolgt meist auch der Abstieg vom Bergstock. Hierbei wird nach Osten zum Oberlauf des Allt Lochan Dearg A’ Chuil Mhuir hinübergequert, um darauf hinter dem Meallan Diomhain wieder auf den Hauptanstieg zu treffen.
Die Schleife kann auch in umgekehrter Richtung begangen werden.

## Geologie

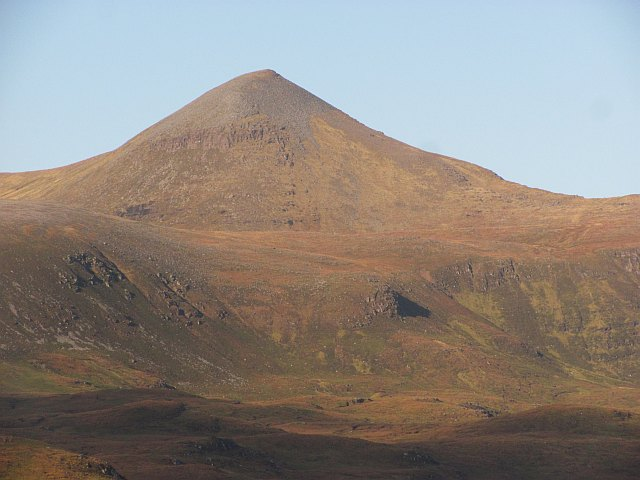
Der Hauptgipfel des Cùl Mòrs mit seiner Kappe aus Quarzarenit – gesehen von Osten

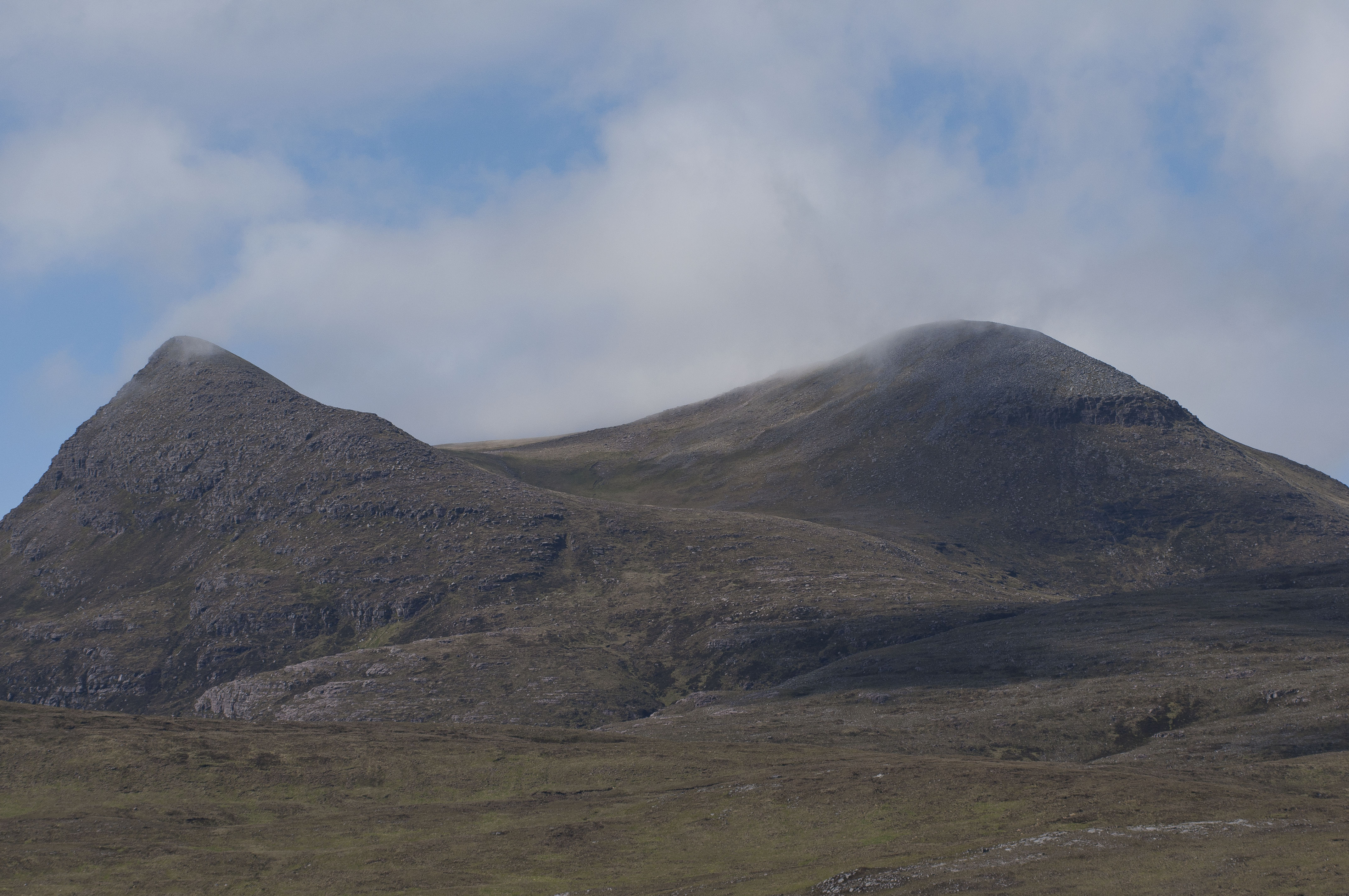
Der Südgipfel Creag nan Calman (Links) und der Hauptgipfel (rechts) aus Südosten

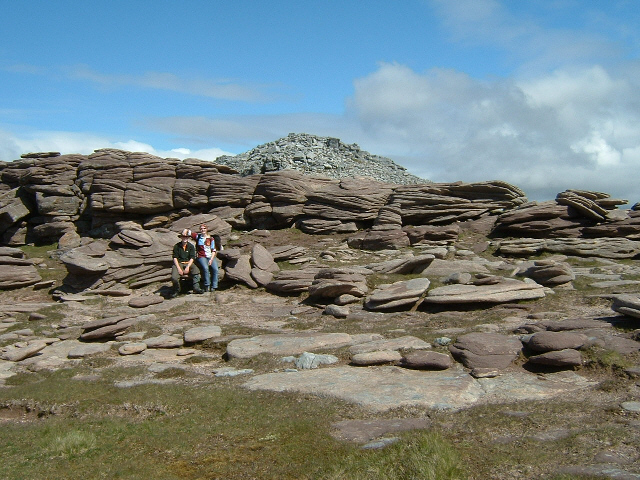
Gipfelgrat von Westen. Im Vordergrund die rötlich gefärbten Sandsteine der Applecross-Formation, dahinter die Gipfelkappe aus weißen Quarzareniten.

Hauptbestandteil am Bergstock des Cùl Mòrs ist die neoproterozoische Applecross-Formation aus der Torridon Group – ein sehr mächtiges Sandsteinpaket von roter Farbe. Sie ist grobkörnig bis sehr grobkörnig und gewöhnlich schräggeschichtet, feldspathaltig und zeigt Strukturen unverfestigter Sedimente. Die Formation streicht vorwiegend Nordost bis Nordnordost, bei einem Einfallen nach Südost bis Ostsüdost von 5 bis 15°. Nur auf der Nordseite des Berges dreht die Streichrichtung auf Osten, mit Einfallswerten von 1 bis 15° nach Süden. Die Applecross-Formation setzt mit dem Rubha Dubh Ard Member ein, einem roten grobkörnigen bis sehr grobkörnigen, bis zu 100 Meter mächtigen Sandstein, der ins Hangende siltiger wird und graue Farbtöne annimmt.
Über die Applecross-Formation transgredierte die unterkambrische Ardvreck Group mit der Eriboll-Formation. Die Formation beginnt mit dem Basal Quartzite Member, das die Gipfelkappe sowohl des Hauptgipfels als auch des Südgipfels bildet. Das Member ist ferner am Südostrücken anstehend. Es streicht ebenfalls Nordost und fällt mit 13° nach Südost ein. Weiter gen Südost folgt das Pipe Rock Member mit praktisch identischem Einfallen. Entlang der A835 road verläuft sodann die Moine Thrust, von der sich nach Nordosten die Sole Thrust abspaltet. Beide Überschiebungsbahnen haben vor sich liegende, dünne Bänder der An-t-Sròn-Formation überfahren – das Fucoid Beds Member und das Salterella Grit Member.
Die Applecross-Formation überlagert ihrerseits die Diabaig-Formation, die den Bergstock im Nordosten, Norden und Südwesten umgürtet. Die Diabaig-Formation wird bis zu 75 Meter mächtig und baut sich aus einer basalen Brekzie, Konglomeraten, Sandsteinen und Tonsteinen auf.
Unterhalb der Diabaig-Formation liegt das durch eine Diskordanz abgetrennte, bis ins Archaikum zurückreichende Grundgebirge, das sich vorwiegend aus Orthogneisen, den grauen TTG-Gneisen aufbaut. Es steht auf der Südwestseite des Cùl Mòrs am Loch Sionascaig und am Loch an Doire Dhuibh sowie auf der Nordseite zwischen dem Loch Sionascaig und dem Loch  Veyatie an. Es wird auf der Nordseite von den Südost-streichenden Scourie dykes durchsetzt – metamorphisierten Doleriten und olivinhaltigen Metagabbros.
Eine Besonderheit ist ein mit der Loch-Borrolan-Intrusion assoziierter Gang aus silurischem Ledmorit, der aus dem Grundgebirge heraus die Applecross-Formation in ostsüdöstlicher Richtung unterhalb vom Nordwestgipfel bis fast zum Hauptgipfel durchschlägt. Der Ledmoritgang erscheint dann in Verlängerung erneut auf der Ostseite des Bergs.
Der Bergstock und das ihn umgebende Grundgebirge werden von einigen kleineren Verwerfungen durchzogen. Vorherrschend ist hierbei die Ostnordost-Richtung, aber auch die Richtungen Ost, Nordost, Nord und Nordwest sind vertreten. Die Ost- und die Nordostrichtung können linksverschiebende Komponenten an den Tag legen, bei den anderen Richtungen handelt es sich vorwiegend um Abschiebungen. Durch den Loch Veyatie verläuft eine größere Südost-Nordwest-ausgerichtete Störung. Die Moine Thrust Zone folgt mehr oder weniger der Nordost-Richtung.

### Kaltzeit
Inwieweit der Cùl Mòr während der letzten Kaltzeit des Devensians von den Eismassen des British Irish Ice Sheets (mit Höchststand um 27.000 Jahren vor heute) bedeckt war, ist nicht geklärt. Laut Danny McCaroll und Kollegen (1995) ragte der Hauptgipfel noch als Nunatak aus dem Eisschild hervor. Für die Höhe der Eismassen werden 670 bis 840 Meter angegeben. Der Nunatak stand somit damals maximal 179 Meter über dem Eisschild. Gegen 14.700 Jahre vor heute dürfte die Eisbedeckung jedenfalls schließlich gänzlich abgeschmolzen gewesen sein.
Es wird vermutet, dass der Loch Lomond Readvance in der Jüngeren Dryas im nördlich liegenden Kar Choire Guirm einen kleinen Kargletscher heranwachsen ließ. Erkennbar sind eine wallförmige Endmoräne und eine kleine linksseitige Seitenmoräne.

## Ökologie

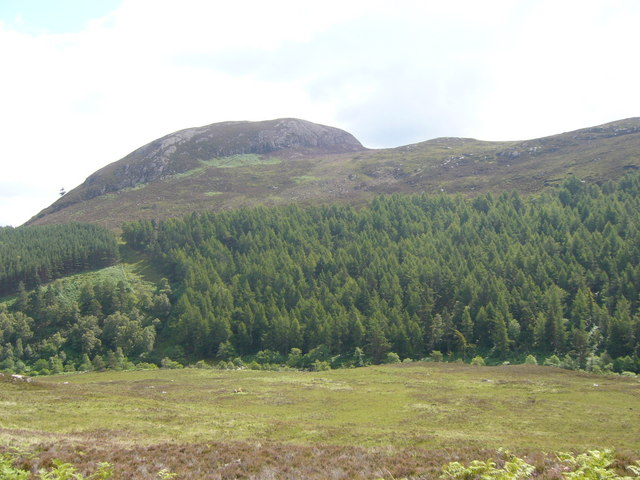
Kleiner Waldbestand oberhalb vom Glen Orrin am Westfuß des Cùl Mòrs

Der Bergstock grenzt im Norden an das Naturreservat Inverpolly National Nature Reserve. Dieses Naturreservat wurde aber 2004 drastisch reduziert und besteht jetzt nur noch aus dem Knockan Crag National Nature Reserve. Auf der Südseite des Berges befindet sich der Drumrunie Forest und im Westen der Inverpolly Forest. Der Bergstock bildet außerdem Teil des 205 Quadratkilometer großen Inverpolly-Glencanisp Wild Land Areas, in dessen Südostecke er sich befindet. Dieses Wild Land Area ist eines der 7 naturbelassenen Schutzgebiete in Nordwestschottland. Es zeichnet sich durch den Gegensatz zwischen der flachen, leicht welligen Cnocan-Landschaft – durchsetzt von zahlreichen Seen und überdeckt von Torfablagerungen – und den schroffen Bergrücken aus. In ihm finden sich weder größere Straßen noch Ansiedlungen.
Den Lochan Gainmheich säumt noch das kleine Waldstück Coille Lochan Gainmheich als Überrest der Forests, das sich dann mit Unterbrechungen bis zum Westfuß des An Laogh (546 Meter) hinzieht. Kleinere Buschreste finden sich entlang der Bäche am Südwesthang des Bergs. Bewaldet ist auch noch die Südwestseite des Loch Veyaties.

## Photogalerie

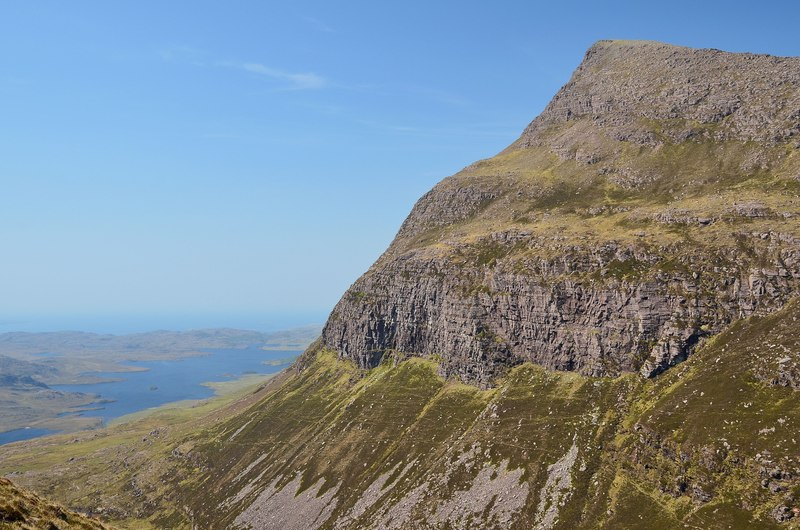
Südwestabbruch am Creag nan Calman
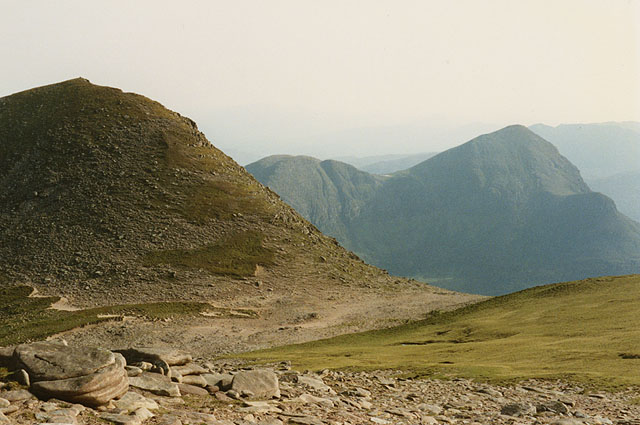
Die Scharte und der Südgipfel Creag nan Calman gesehen vom Gipfelgrat. Im Hintergrund der Cùl Beag.
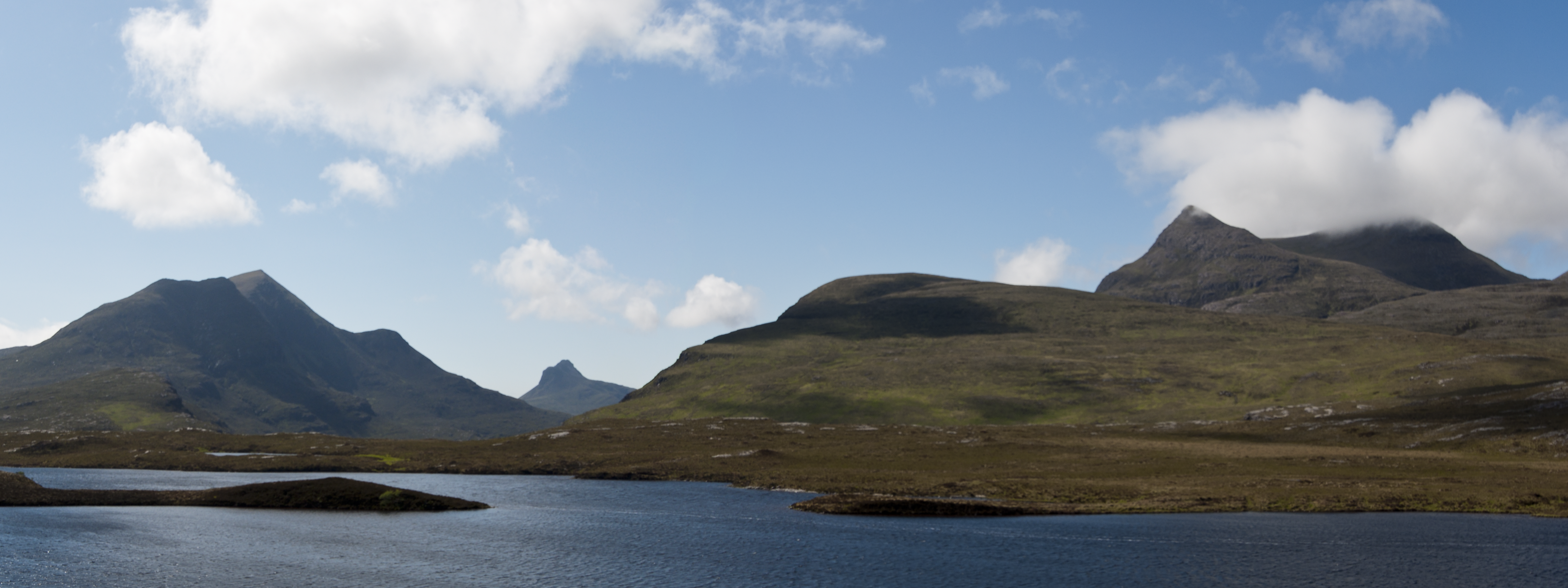
Blick über den Lochan an Ais nach Westen. Links der Meall Dearg und der Cùl Beag, in der Hintergrundslücke der Stac Pollaidh. Rechts dann der Bergstock des Cùl Mòrs mit An Laogh, Creag nan Calman und Hauptgipfel.
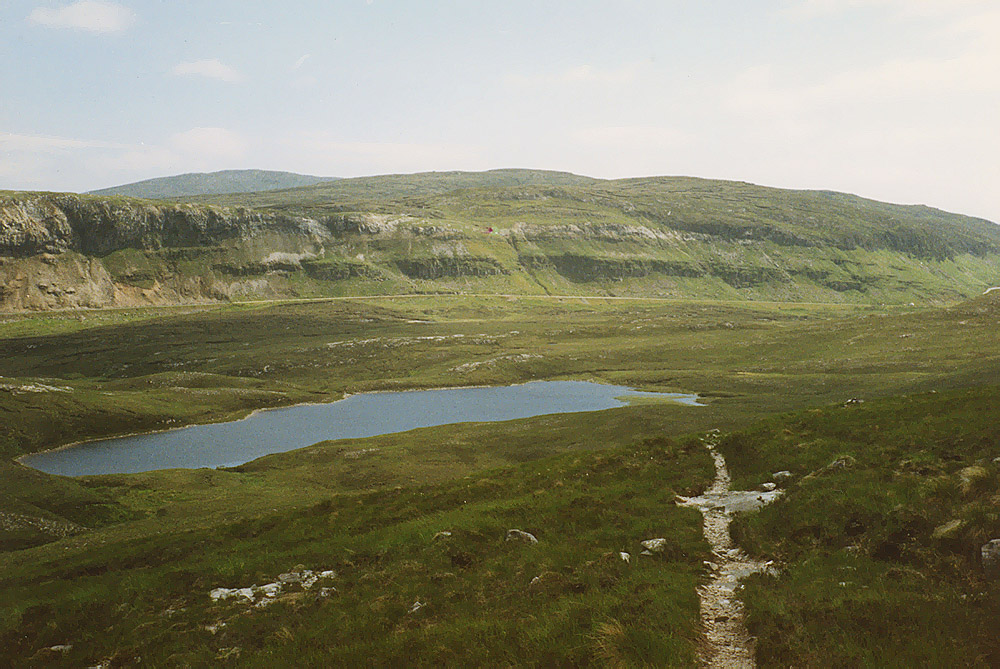
Blick vom Aufstiegsweg zurück über den Lochan Fhionnlaidh zur Sole Thrust entlang der A835 road. Kalke der Eilean-Dubh-Formation haben hier das Fucoid Beds Member flach überfahren. Im Hintergrund bereits Gesteine der Moine Supergroup.